# U-20-Fußball-Südamerikameisterschaft 2019
Die U-20-Fußball-Südamerikameisterschaft 2019 war die 29. Austragung dieses Turniers und fand vom 17. Januar bis 10. Februar 2019 in Chile statt.
Ecuador wurde am Ende zum ersten Mal Südamerikameister.

## Modus
In der ersten Runde wurde in zwei Gruppen gespielt, in der jede Mannschaft einmal gegen jede andere Mannschaft spielte. Die besten drei Mannschaften jeder Gruppe erreichten die Finalrunde, in der ebenfalls jede Mannschaft einmal gegen jede andere Mannschaft antrat. Die besten vier Mannschaften der Finalrunde qualifizierten sich für die U20-WM 2019.

## Spielorte
Die Partien der U20-Südamerikameisterschaft fanden in drei Stadien statt.
- Estadio Fiscal de Talca – Talca – Región del Maule – 16.000 Plätze
- Estadio El Teniente – Rancagua – Región del Libertador General Bernardo O’Higgins – 13.489 Plätze
- Estadio La Granja – Curicó – Región del Maule – 8.278 Plätze

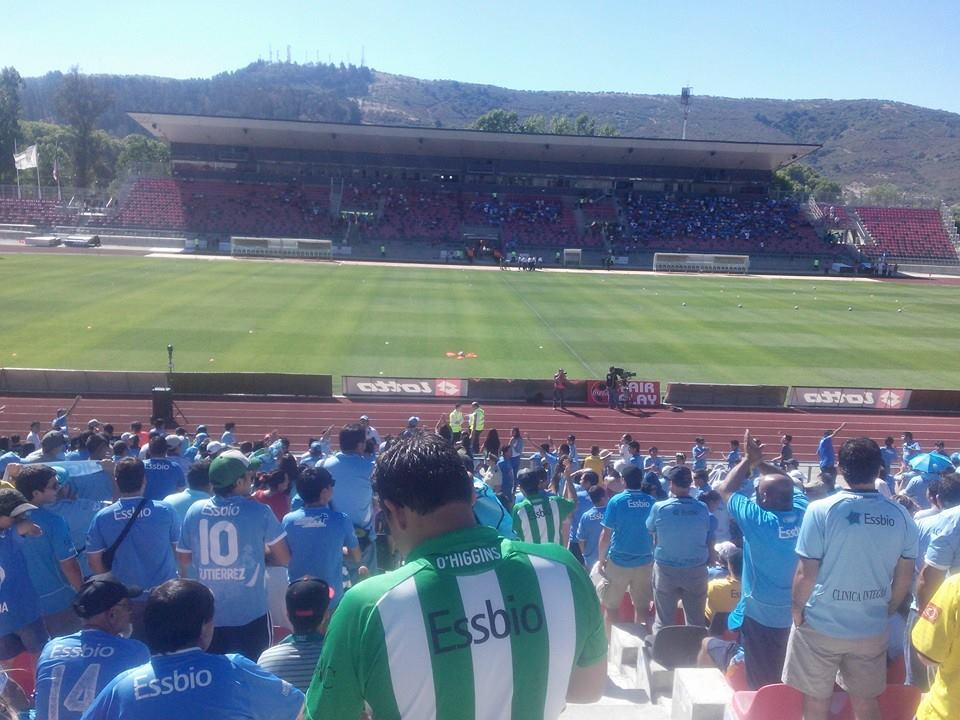
Estadio Fiscal de Talca
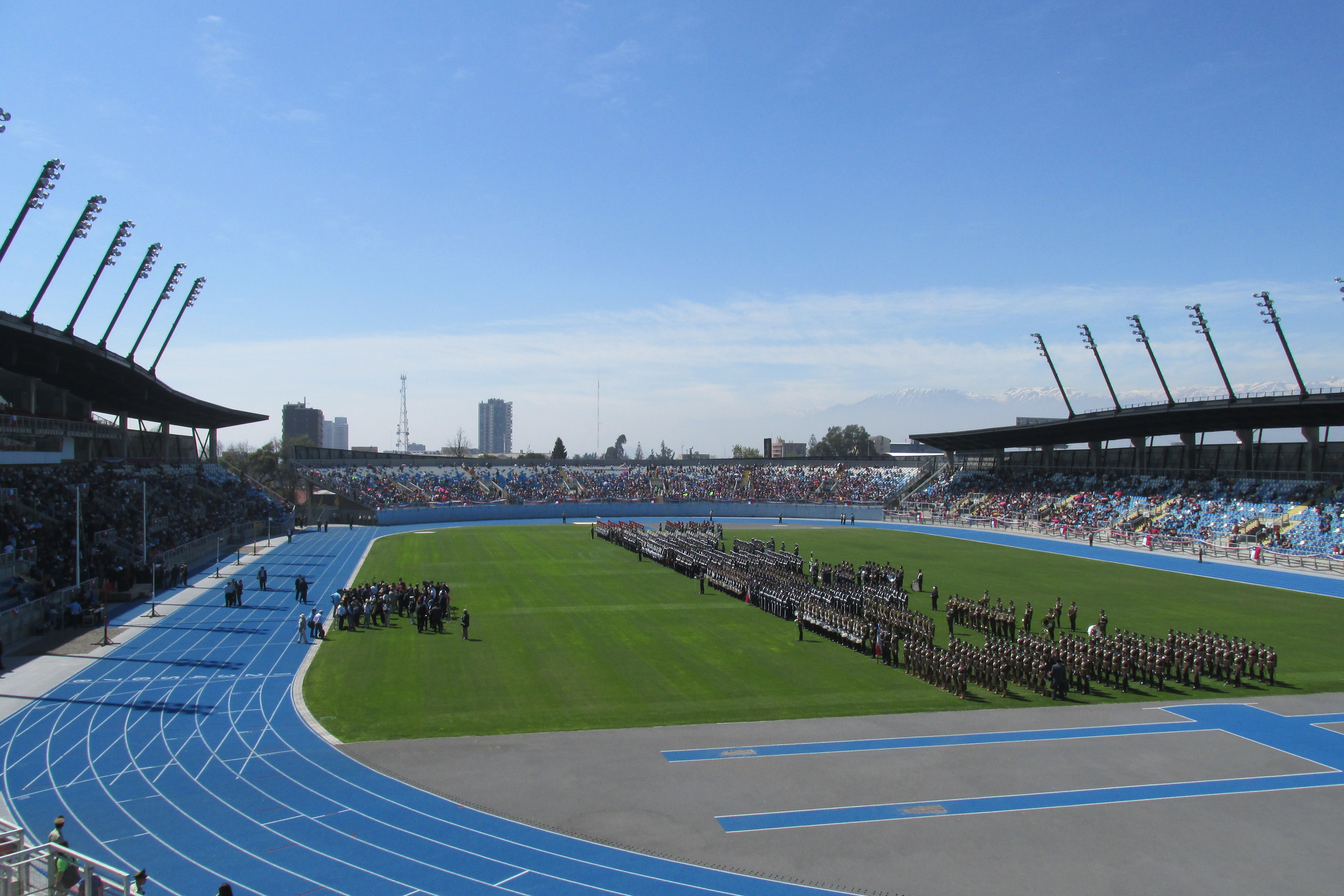
Estadio El Teniente
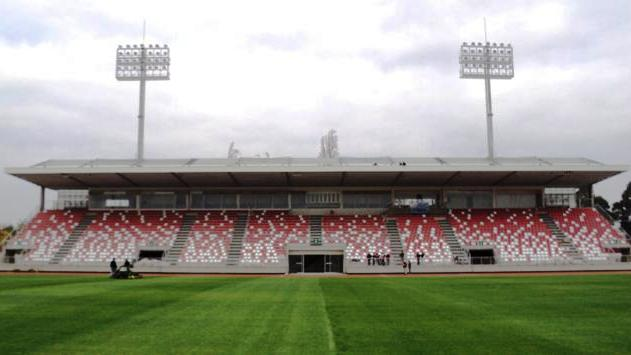
Estadio La Granja

## Gruppe A
| Pl. | Verein    | Sp. | S | U | N | Tore    | Diff. | Punkte |
| --- | --------- | --- | - | - | - | ------- | ----- | ------ |
| 1.  | Venezuela | 4   | 3 | 0 | 1 | 005:300 | +2    | 09     |
| 2.  | Brasilien | 4   | 2 | 1 | 1 | 003:200 | +1    | 07     |
| 3.  | Kolumbien | 4   | 2 | 1 | 1 | 002:100 | +1    | 07     |
| 4.  | Chile     | 4   | 1 | 1 | 2 | 003:400 | −1    | 04     |
| 5.  | Bolivien  | 4   | 0 | 1 | 3 | 001:400 | −3    | 01     |

## Gruppe B
| Pl. | Verein      | Sp. | S | U | N | Tore    | Diff. | Punkte |
| --- | ----------- | --- | - | - | - | ------- | ----- | ------ |
| 1.  | Ecuador     | 4   | 3 | 0 | 1 | 008:400 | +4    | 09     |
| 2.  | Argentinien | 4   | 2 | 1 | 1 | 003:200 | +1    | 07     |
| 3.  | Uruguay     | 4   | 2 | 0 | 2 | 004:300 | +1    | 06     |
| 4.  | Paraguay    | 4   | 1 | 1 | 2 | 002:500 | −3    | 04     |
| 5.  | Peru        | 4   | 1 | 0 | 3 | 002:500 | −3    | 03     |

## Finalrunde
| Pl. | Verein      | Sp. | S | U | N | Tore    | Diff. | Punkte |
| --- | ----------- | --- | - | - | - | ------- | ----- | ------ |
| 1.  | Ecuador     | 5   | 3 | 1 | 1 | 006:200 | +4    | 10     |
| 2.  | Argentinien | 5   | 3 | 0 | 2 | 007:400 | +3    | 09     |
| 3.  | Uruguay     | 5   | 2 | 2 | 1 | 006:500 | +1    | 08     |
| 4.  | Kolumbien   | 5   | 1 | 2 | 2 | 002:200 | ±0    | 05     |
| 5.  | Brasilien   | 5   | 1 | 2 | 2 | 003:500 | −2    | 05     |
| 6.  | Venezuela   | 5   | 1 | 1 | 3 | 003:900 | −6    | 04     |

## Schiedsrichter
- Fernando Rapallini
  - Assistenten: Ezequiel Brailovsky und Gabriel Chade
- Gery Vargas
  - Assistenten: José Antelo und Edwar Saavedra
- Raphael Claus
  - Assistenten: Kléber Gil und Bruno Pires
- Piero Maza
  - Assistenten: Claudio Ríos und José Retamal
- Nicolás Gallo
  - Assistenten: Jhon León und Wílmar Navarro
- Carlos Orbe
  - Assistenten: Juan Carlos Macías und Ricardo Barén
- Mario Díaz de Vivar
  - Assistenten: Roberto Cañete und Darío Gaona
- Joel Alarcón
  - Assistenten: Víctor Ráez und Michael Orué
- Leodán González
  - Assistenten: Richard Trinidad und Carlos Barreiro
- Alexis Herrera
  - Assistenten: Carlos López und Jorge Urrego

Unterstützungsschiedsrichter:
- Facundo Tello
- Ivo Méndez
- Cristian Garay
- Arnaldo Samaniego
- Diego Haro